# اچ‌ام‌اس تیزر (۱۷۹۸)
اچ‌ام‌اس تیزر (۱۷۹۸) (به انگلیسی: HMS Teazer (1798)) یک کشتی است. این کشتی  در سال ۱۷۹۸ ساخته شد.